# Grevillea fulgens
Grevillea fulgens är en tvåhjärtbladig växtart som beskrevs av Charles Austin Gardner. Grevillea fulgens ingår i släktet Grevillea och familjen Proteaceae. Inga underarter finns listade i Catalogue of Life.